# Людмила Славова
Людмила Крумова Славова е български политик от Българската работническа социалдемократическа партия (широки социалисти) (БРСДП(ш.с.)).

## Биография
Людмила Славова е родена на 13 август 1913 година в Шумен в семейството на адвоката и активист на БРСДП(ш.с.) Крум Славов. През 1936 година завършва право в Софийския университет „Свети Климент Охридски“, като междувременно се включва в дейността на БРСДП(ш.с.) и става секретар на Съюза на социалистическата младеж.
На изборите за VI велико народно събрание през 1946 година Славова е кандидат от опозицията в Новозагорско. В изборния ден, 27 октомври, банда комунисти от село Коньово я нападат, изнасилват я и я пребиват жестоко (две счупени ръце, счупен крак, изгаряния). Макар че печели мнозинство в района си, изборът ѝ за депутат е касиран. Въпреки това, тя продължава да публикува в опозиционния печат статии срещу режима. След ликвидацията на опозицията през 1947 година е изпратена в концлагера в Ножарево.
През есента на 1948 година Людмила Славова е отведена в София и е подложена на мъчения от Държавна сигурност, като е варена жива. Умира на 16 октомври 1948 година в болницата Централния софийски затвор.